# Grégory Tafforeau
Grégory Tafforeau (Bois-Guillaume, 29 settembre 1976) è un ex calciatore francese, di ruolo difensore.

## Palmarès

### Club

#### Competizioni nazionali
- Ligue 2: 1

Caen: 2009-2010

#### Competizioni internazionali
- Coppa Intertoto UEFA: 1

Lille: 2004